# Битри (Нијевр)
Битри (фр. Bitry) насеље је и општина у источном делу централне Француске у региону Бургоња, у департману Нијевр која припада префектури Кон Кур сир Лоар.
По подацима из 2011. године у општини је живело 325 становника, а густина насељености је износила 18,6 становника/km². Општина се простире на површини од 17,47 km². Налази се на средњој надморској висини од 260 метара (максималној 328 m, а минималној 181 m).

## Демографија
| 1962. | 1968. | 1975. | 1982. | 1990. | 1999. | 2011. |
| ----- | ----- | ----- | ----- | ----- | ----- | ----- |
| 366   | 425   | 392   | 335   | 305   | 312   | 325   |

График промене броја становника у току последњих година